# Danexit
Danexit (или Dexit) е Неологизъм за потенциалното оттегляне на Дания от Европейския съюз (ЕС), както е предложено от датските десни популисти и националисти по линията на Brexit. Думата е аналогична на термина Brexit, който означава излизането на Обединеното кралство от ЕС, и следователно е образувана от Dan (за Дания) и exit.

## История
Дания е член на ЕС от 1973 г. Датчаните гласуват против Договора от Маастрихт през 1992 г., но след преработка го приемат. През 2000 г. е решено да не се въвежда еврото като нова валута. Според проучвания мнозинството от анкетираните искат да останат в ЕС.  Европейската комисия провежда годишни проучвания на общественото мнение, които показват, че между половината и три четвърти от анкетираните са за оставане в ЕС.
Евентуалното излизане на Дания от ЕС се подкрепя от някои политици от дяснопопулистката Dansk Folkeparti.